# Slemfiskar
Slemfiskar (Blenniidae) är en familj i underordningen slemfisklika fiskar (Blennioidei) som tillhör ordningen abborrartade fiskar. De förekommer vid klippiga kustlinjer på havets botten, i bergssprickor eller i zoner med tidvatten.
Det finns 56 släkten med tillsammans cirka 350 arter. Dessa fiskar har fått sitt namn på grund av att de har en tjock slemhinna på kroppen så att de kan vistas en viss tid utanför vattnet utan att de torkar ut.
Ryggfenan sträcker sig på deras långsträckta kropp från halsen till stjärtroten. Även stjärtfenan är långsträckt. Bröstfenorna har ofta en påfallande storlek. På grund av att de saknar simblåsa och därmed förmågan att sväva i vattnet simmar de med snabba rörelser av fenorna fram- eller uppåt. Sedan sjunker de tillbaka till havets botten eller klamrar sig fast vid en klippa. Markant är även arternas huvud med stora ögon och stor mun.
Några arter har antennliknade föremål på huvudet med det är inte utrett vilken funktion dessa objekt har.
Födans sammansättning beror på arten. Hannar av slemfiskar är ansvariga för vårdnaden av äggen.